# Миротворческие силы ООН
Миротво́рческие си́лы ООН (миротво́рческий континге́нт ООН; фр. Les casques bleus, нем. Blauhelme) — вооружённые контингенты государств — членов ООН, выделенные согласно Уставу ООН в целях предотвращения или ликвидации угрозы миру и безопасности путём совместных принудительных действий (военная демонстрация, военная блокада и так далее), если меры экономического и политического характера окажутся или оказались недостаточными.
Решения о создании, составе, использовании и финансировании миротворческих сил ООН принимаются Советом Безопасности ООН. Стратегическое руководство осуществляется Военно-штабным комитетом.
В 1988 году миротворческим силам ООН была присуждена Нобелевская премия мира, в связи с чем постановлением Короля Дании была учреждена Медаль Премии мира, присуждаемая участникам миротворческих операций ООН.
Генеральная Ассамблея ООН учредила праздник — Международный день миротворцев Организации Объединённых Наций.
Штаб-квартира Миротворческих сил расположена в главном офисе ООН в Нью-Йорке.

## Миротворческие операции ООН
За время существования Организации Объединённых Наций была проведена 71 операция по поддержанию мира.
Первоначально операции по поддержанию мира представляли собой в основном операции по обеспечению соблюдения соглашений о прекращении огня и разъединении враждующих сторон после межгосударственных войн.
Окончание «холодной войны» привело к радикальному изменению характера операций ООН по поддержанию мира. Совет Безопасности ООН стал учреждать более крупные и сложные миссии ООН по поддержанию мира, зачастую предназначенные для оказания помощи в выполнении всеобъемлющих мирных соглашений между участниками внутригосударственных конфликтов. Кроме того, операции по поддержанию мира стали включать в себя все больше невоенных элементов. Для координации таких операций в 1992 году был создан Департамент операций по поддержанию мира ООН (ДОПМ).
Совет Безопасности начал направлять миротворцев и в такие зоны конфликтов, где не было достигнуто прекращение огня и не было получено согласие всех сторон в конфликте на присутствие миротворческих войск (например, миротворческая операция в Сомали и операция в Боснии). Некоторые задачи, порученные этим миротворческим миссиям, оказалось невозможно выполнить с теми ресурсами и персоналом, которые у них имелись. Эти неудачи, самыми болезненными из которых стали массовые убийства в Сребренице (Босния) в 1995 году и геноцид в Руанде в 1994 году, вынудили ООН тщательно проанализировать концепцию операций по поддержанию мира.
ДОПМ укрепил подразделения, обеспечивающие миссии военными и полицейскими советниками. Он создал новое подразделение — Группу по передовой практике миротворческой деятельности, которая должна анализировать накапливаемый опыт; принимать меры по улучшению поведения миротворцев; планировать программы разоружения, демобилизации и реинтеграции; и разрабатывать методы охраны правопорядка и решения других задач. Для обеспечения наличия бюджетных средств у каждой новой миссии с момента её учреждения был создан механизм финансирования на предмандатном этапе, а база материально-технического снабжения ДОПМ в Бриндизи (Италия) получила финансовые средства для закупки стратегических запасов, необходимых для развертывания миссий. Была укреплена система непрерывного обучения дополнительного персонала на случай быстрого развертывания. ДОПМ реорганизовал систему резервных соглашений ООН (ЮНСАС), которая включает реестр конкретных ресурсов государств — членов, в том числе военных и гражданских специалистов, материалы и имущество, предоставляемые для нужд операций ООН. Обновлённая ЮНСАС ныне предусматривает предоставление сил в течение первых 30-90 дней с момента учреждения новой операции.
В мае 2006 года ДОПМ ООН руководил 18 операциями в пользу мира в самых разных уголках планеты, в которых участвовали в общей сложности почти 89 000 военнослужащих, полицейских и гражданских сотрудников. По состоянию на 31 октября 2006 года в первую десятку стран, предоставляющих больше всего войск для операций ООН по поддержанию мира, входили Бангладеш, Пакистан, Индия, Иордания, Непал, Эфиопия, Уругвай, Гана, Нигерия и Южная Африка, на которые в общей сложности приходилось более 60 процентов всего военного и полицейского персонала ООН.
С 1948 года более 130 стран предоставляли свой военный и полицейский персонал и гражданских сотрудников для проведения миротворческих операций ООН. За время, прошедшее после учреждения первой операции по поддержанию мира, под флагом ООН служило более миллиона военнослужащих, полицейских и гражданских лиц.
Военнослужащие, проходящие службу в составе операций ООН по поддержанию мира, получают денежное довольствие от правительств своих стран. При этом эти страны получают компенсацию от ООН. Все государства-члены ООН обязаны выплачивать свои доли расходов на операции по поддержанию мира в соответствии с формулой, которую они сами установили. Несмотря на это, по состоянию на 31 января 2006 года задолженность государств-членов по просроченным и причитающимся взносам на операции по поддержанию мира составила примерно 2,66 млрд долларов США.
Начиная с 90-х годов XX века миротворческая деятельность ООН все больше осуществляется во взаимодействии с региональными организациями. Первой операцией ООН, развернутой в том же месте, где проводилась операция региональных сил по поддержанию мира, стала миссия в Либерии в 1993 году. Региональные силы были направлены туда Экономическим сообществом западноафриканских государств (ЭКОВАС). В 1994 году миссия ООН в Грузии начала сотрудничать с миротворческими силами СНГ. Во второй половине 1990-х годов миротворческие операции в Боснии и Герцеговине и Косово проводились ООН совместно с НАТО, ЕС и ОБСЕ. В Афганистане возглавляемые НАТО Международные силы содействия безопасности для Афганистана тесно взаимодействуют с миссией ООН по оказанию политической поддержки.

## Подбор персонала для миротворческих операций
По мнению ряда исследователей, долгое время подбор персонала для миротворческих операций носил явно выраженный дискриминационный и политически обусловленный характер. Подбирались в основном кадровые или резервные офицеры армий западных стран, которые имели прямой или опосредованный государственный интерес в зонах конфликтов, таким образом, о беспристрастности и нейтралитете при выполнении миссий ООН в тех или иных развивающихся странах в то время речи не шло. До сер. 1970-х гг., в практике ООН социалистические страны (помимо участия Югославии в группе военных наблюдателей в Йемене в 1963—1964 гг. и миротворческой миссии в Египте в 1950-е гг.) не участвовали в миротворческих операциях и миссиях военных наблюдателей. В то же время американские офицеры выступали в качестве наблюдателей ООН в ходе проведения операций ООН в Греции, Палестине, Пакистане, Кашмире, Ливане, Западном Ириане. Значительное количество наблюдателей было выделено союзниками США по военным блокам НАТО, СЕНТО, ЛАГ, АСЕАН и т. д.
С сер. 1970-х гг. ситуация начинает меняться: соцстраны начинают всё больше участвовать в миротворческих миссиях: Польша в ЮНИФИЛ с 1982 г. и СССР в группах военных наблюдателей в Египте, Намибии, Кувейте, Западной Сахаре и Кампучии.
Советский Союз впервые участвовал в деятельности миротворческих миссий ООН с октября 1973 года, направив группу военных наблюдателей (36 офицеров, старший — полковник Н. Ф. Белик) в состав Вторых Чрезвычайных вооруженных сил ООН на линию противостояния Израиля и Египта в зоне Суэцкого канала.

## Россия в миротворческих операциях
- 8 марта 1992 года по решению Верховного совета России 900 российских миротворцев были направлены в состав сил ООН в бывшей Югославии. В 1996 году контингент достиг максимальной численности в 1600 человек (из них — 1340 в Боснии и Герцеговине). Вывод российских миротворцев из Боснии завершился 14 июня 2003 года. За время операций в Хорватии и Боснии погибли 22 российских военнослужащих[8].
- 25 июня 1999 по решению Совета Федерации России в Косово было направлено 3600 миротворцев. К тому времени там уже находилось 400 российских военных из числа контингента в Боснии и Герцеговине, которые совершили марш-бросок в Приштину и вошли туда 12 июня 1999 года. Миссия продлилась до 24 июля 2003 года. За время пребывания в Косово погибло 12 российских миротворцев[9].
- 7 июня 2000 года Совет Федерации России принял решение об отправке в Сьерра-Леоне 114 военных лётчиков для участия в миротворческой операции под эгидой ООН (Гражданская война в Сьерра-Леоне). В составе международного контингента полицейских сил в операции участвовало четыре сотрудника МВД России. Операция продлилась с августа 2000 по сентябрь 2005 года.
- 10 декабря 2003 года Совет Федерации России одобрил отправку 40 сотрудников МВД в Либерию (фактически максимальное число не превышало 22 человека), 30 июня 2004 — 40 человек в Бурунди. Миротворческие операции продолжаются до сих пор.
- 27 декабря 2005 года 133 сотрудника МВД были направлены в Судан. В марте 2012 года в связи с выполнением поставленных перед ними задач, российский миротворческий контингент был выведен в полном составе с территории разделённого Судана.

- 1 сентября 2008 года Президент России Дмитрий Медведев подписал «Указ О направлении воинского формирования Вооружённых сил России для участия в операции Европейского союза в поддержку присутствия ООН в Республике Чад и ЦАР». Речь шла о направлении в район её проведения четырёх российских транспортных вертолётов Ми-8МТ и до 200 военнослужащих[10]. На 10 марта 2009 года в миротворческой операции в Республике Чад и ЦАР участвовало 100 российских военнослужащих и 4 вертолёта Ми-8МТ[11]. В декабре 2010 года российские войска, согласно указу президента, покинули территорию Чада и ЦАР.
- Кроме российских воинских формирований, в миссиях ООН постоянно принимают участие офицеры — военные наблюдатели, которые не имеют никакого оружия и пользуются дипломатическим статусом и неприкосновенностью. Первая группа советских военных наблюдателей ООН, состоявшая из 36 офицеров, была направлена на Ближний Восток для включения в состав Органа ООН по наблюдению за выполнением условий перемирия в Палестине (ОНВУП) после окончания октябрьской арабо-израильской войны 1973 года.

## В культуре
Музыка
- Группа Sabaton посвятила миротворцам песню «Light in the Black»[12].

Книги
- Деклан Пауэр[англ.] The Siege at Jadotville: The Irish Army's Forgotten Battle (2005)[13].

Фильмы
- Осада Жадовиля, 2016[14] — фильм о сражении роты  ирландского контингента ООН с превосходящими силами Фронта национального освобождения Конго (1961 г.).

Видеоигры
- Escape from Tarkov — в игре используются элементы военного снаряжения, принадлежащие миротворческому контингенту ООН.
- Dying Light 2: Stay Human — в игре используются элементы военного снаряжения, принадлежащие миротворческому контингенту ООН.
- Arma 2 — выступает в качестве независимой фракции. В игре используются элементы военного снаряжения, принадлежащие миротворческому контингенту ООН.